# Ursínyho
Ursínyho ulice je ulice v Bratislavě, v městské části Nové Město, v okrese Bratislava III. Je pojmenována podle Michala Ursínyho (1865–1933), slovenského stavebního inženýra a pedagoga působícího v Česku. Prvotní název ulice byl Riegrova ulice.
Nachází se mezi ulicemi Kraskova a Šuňavcova, v obytné zóně mezi komunikacemi Račianska a Pionierska. Na začátku Ursínyho ulice je stejnojmenná tramvajová zastávka (linky 3, 5, 7).  
V roce 1924 zde byl postaven obytný soubor Légiodomy od architekta Dušana Jurkoviče, který byl určen česko-slovenským legionářům. Ulice má celkovou délku 340 m, přičemž Légiodomy z toho zabírají 290 m.

## Galerie

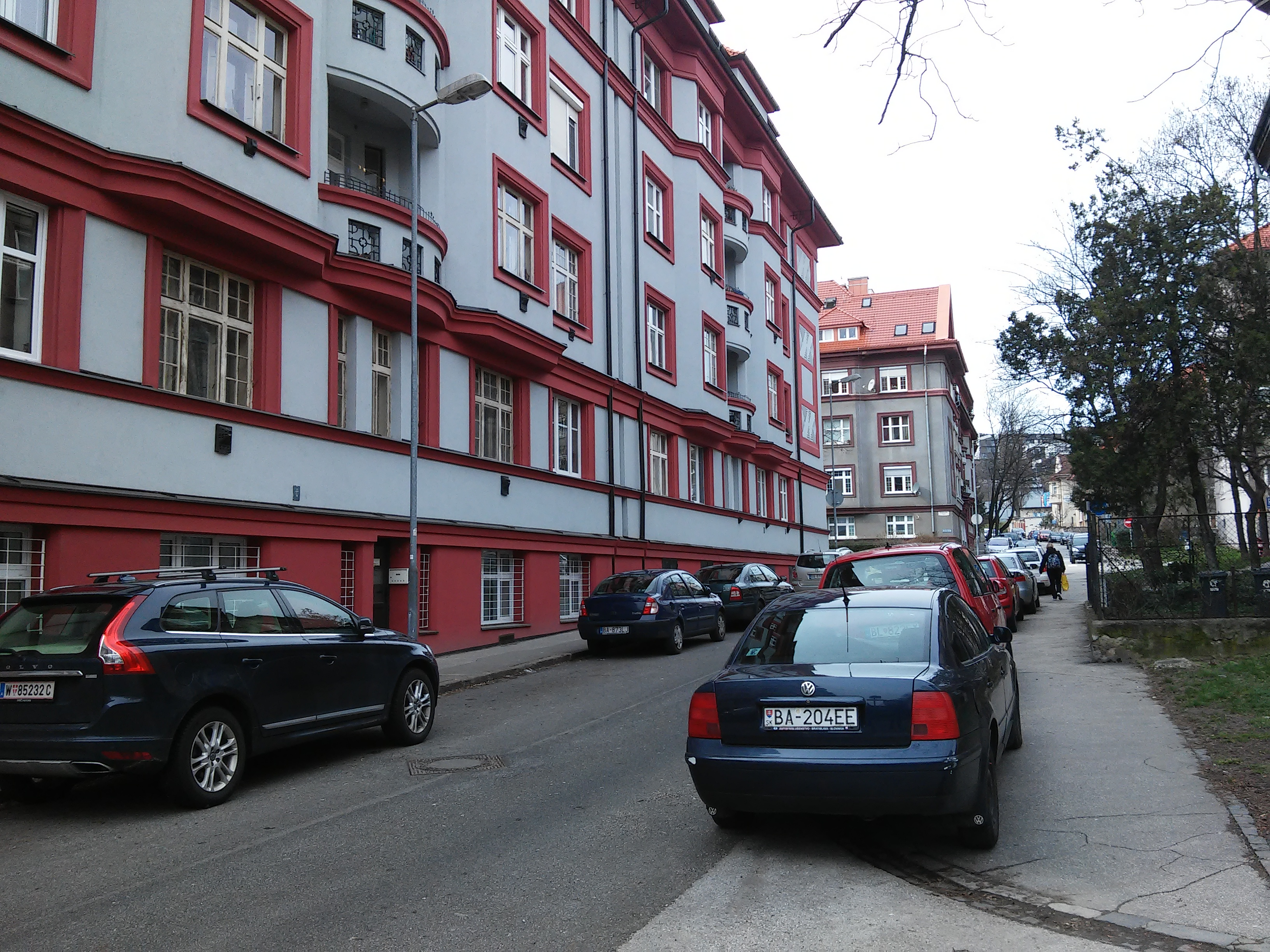